# لوثر: السقوط من السماء
لوثر: السقوط من السماء (بالإنجليزية: Luther: The Fallen Sun)‏ هو فيلم إثارة جريمة بريطاني لعام 2023 من إخراج جيمي باين وتأليف نيل كروس، وهو بمثابة تكملة للمسلسل التلفزيوني البريطاني الذي صدر عام 2010 الذي يحمل الاسم نفسه، لوثر، الفيلم من بطولة إدريس إلبا، بدور جون لوثر، وسينثيا إيريفو وأندي سركيس، صدر الفيلم في دور سينما مختارة في 24 فبراير 2023، قبل عرضه في 10 مارس 2023 على نتفليكس.

## روابط خارجية
- لوثر: السقوط من السماء على موقع IMDb (الإنجليزية)
- لوثر: السقوط من السماء على موقع ميتاكريتيك (الإنجليزية)
- لوثر: السقوط من السماء على موقع روتن توميتوز (الإنجليزية)
- لوثر: السقوط من السماء على موقع نتفليكس (الإنجليزية)
- لوثر: السقوط من السماء على موقع ألو سيني (الفرنسية)
- لوثر: السقوط من السماء على موقع أول موفي (الإنجليزية)
- لوثر: السقوط من السماء على موقع فيلمافينيتي (الإسبانية)
- لوثر: السقوط من السماء على موقع قاعدة بيانات الفيلم (الإنجليزية)
- لوثر: السقوط من السماء على موقع ليتربوكسد (الإنجليزية)
- لوثر: السقوط من السماء على موقع كينوبويسك (الروسية)